# The Mark of Zorro (1940)
The Mark of Zorro is een Amerikaanse film uit 1940, gebaseerd op het personage Zorro. De film werd geregisseerd door Rouben Mamoulian en geproduceerd door 20th Century Fox. De hoofdrol werd vertolkt door Tyrone Power. De film werd destijds uitgebracht als Het teken van Zorro.
Het scenario is gebaseerd op de roman The Curse of Capistrano door Johnston McCulley.

## Verhaal
De film speelt zich af in het Californië van begin 19e eeuw. Centraal staat Don Diego de la Vega, de rijke en volgens velen verwaande zoon van de rijke rancheigenaar Don Alejandro. Hij is net teruggekeerd uit Spanje waar hij een opleiding heeft gevolgd. Bij zijn terugkomst ziet hij tot zijn afgrijzen hoe de bevolking wordt onderdrukt door gouverneur Quintero. Don Diego besluit om het volk te helpen met de vele vaardigheden die hij in het geheim heeft opgedaan in Spanje. Hij neemt de identiteit aan van Zorro. Terwijl hij de strijd aangaat met de gouverneur, ontwikkelt zich ook een relatie met diens nichtje Lolita.

## Rolverdeling
| Acteur           | Personage                  |
| ---------------- | -------------------------- |
| Tyrone Power     | Don Diego de la Vega/Zorro |
| Linda Darnell    | Lolita Quintero            |
| Montagu Love     | Don Alejandro Vega         |
| Gale Sondergaard | Inez Quintero              |
| Eugene Pallette  | Fra. Felipe                |
| Basil Rathbone   | Captain Pasquale           |

## Achtergrond
De film is in feite een nieuwe versie van de stomme film The Mark of Zorro uit 1920. De bekendste scène uit de film is het duel tussen Zorro en Captain Pasquale. Basil Rathbone, die de rol van Pasquale speelde, was al bekend in Hollywood als een goed schermer, maar het publiek reageerde over het algemeen verbaasd dat Tyrone Power, die Zorro speelde, ook goed kon schermen. De scène wordt door veel critici gezien als een van de beste zwaardgevechten uit een film. Rathbone liep tijdens de opnamen ervan twee schrammen op zijn voorhoofd op.
Deze versie van Zorro is tot nu toe twee keer op dvd verschenen. De eerste keer was op 7 oktober 2003, in de originele zwart-wit vorm. De tweede keer was op 18 oktober 2005 in zowel zwart-wit als een ingekleurde versie.